# Kasia Greco
Kasia Greco (* 7. Oktober 1971 in Wien), eigentlich Katarzyna Greco, ist eine österreichische Politikerin (ÖVP) und Coach. Sie war seit der Landtags- und Gemeinderatswahl 2020 Mitglied des Wiener Landtags und Gemeinderats, seit dem 10. Juni 2025 ist sie nicht-amtsführende Stadträtin von Landesregierung und Stadtsenat Ludwig III.

## Ausbildung
Kasia Greco absolvierte ihre Schulbildung in Wien-Währing  und schloss 1989 mit der Matura am Bundesgymnasium Haizingergasse ab. Von 1990 bis 1992 studierte sie an der Schiller International University in Madrid, wo sie einen Bachelor in Business Administration mit den Schwerpunkten International Business und Marketing erwarb. Darauffolgend vertiefte Greco ihre wissenschaftliche Ausbildung an der SDA Bocconi in Mailand, wo sie ihren Master in International Economics and Management (MIEM) erwarb. 2003 promovierte sie an der University of Kent mit einer Dissertation über europäisches Management in der Pharmaindustrie.

## Beruflicher Werdegang
Nach Stationen als Product Manager bei IMS Health in Mailand und als Marketing- und Sales Managerin bei Star Drinks (St. Georgen, OÖ) sowie als Brand Managerin bei Clarins (Wien), kehrte Greco 1999 zu IMS Health in Wien zurück. Dort leitete sie als Director IMS Consumer Health eine eigenständige Business-Unit und verantwortete die Entwicklung von Consulting- und Vertriebsstrategien für den österreichischen Gesundheitsmarkt.
2009 gründete sie ihr eigenes Unternehmen, KGI Consult e.U., das sich auf Unternehmensberatung im gesundheits- und wirtschaftspolitischen Bereich spezialisiert. Zudem ist sie als Business- und Female Leadership Coach tätig und unterstützt Unternehmen wie die ÖBB, Accenture und MP2. Greco berät Unternehmen in den Bereichen Change Management, Markenstrategie und Vertrieb, insbesondere im Gesundheits- und Start-up-Sektor.

## Politische Laufbahn
Ab dem 24. November 2020 war Greco Abgeordnete zum Wiener Landtag und Mitglied des Wiener Gemeinderats. Ihr politischer Schwerpunkt liegt auf Wirtschafts- und Gesundheitspolitik sowie der Förderung von Frauen in Führungspositionen. Sie ist in verschiedenen politischen Gremien aktiv, darunter als Obfrau der Betriebshilfe der Wirtschaftskammer Wien und als Mitglied des Wirtschaftsparlaments.
Von der ÖVP Wien wurde sie nach der Landtags- und Gemeinderatswahl in Wien 2025 als nicht amtsführende Stadträtin von Landesregierung und Stadtsenat Ludwig III nominiert.

## Wirtschaftspolitisches Engagement
Seit 2020 ist Kasia Greco Vizepräsidentin der Wirtschaftskammer Wien und setzt sich für die Interessen von Ein-Personen-Unternehmen (EPU) ein. Sie ist Sprecherin des Forums EPU und engagiert sich für die wirtschaftliche Stärkung von Selbstständigen. Zudem ist sie Vorstandsmitglied des Fonds Soziales Wien, der Wiener Pensionisten-Wohnhäuser (Häuser zum Leben) sowie der Wiener Gesundheitsplattform.
Ende 2023 wurde sie für den Universitätsrat der Modul University Vienna nominiert.

## Privates
Greco ist verheiratet und Mutter von zwei Söhnen. Aufgrund ihrer weltweit verstreuten Familie spricht sie sechs Sprachen (Deutsch, Englisch, Italienisch, Spanisch, Französisch und Polnisch).

## Veröffentlichungen
- Moms U Can - Mit Blackberry und Kinderwagen unterwegs, United Book Group & Media, 2011, ISBN 978-1-4636-5280-7.
- UNSTUCK - Losgelöst - Wie Frauen an Widerständen wachsen, BoD Books on Demand, 2015, ISBN 978-3-7543-0026-8